# Трояновский, Олег Александрович
Оле́г Алекса́ндрович Трояно́вский (24 ноября 1919, Москва — 21 декабря 2003, там же) — советский дипломат. Постоянный представитель СССР при Организации Объединённых Наций и в Совете Безопасности ООН. Заслуженный работник дипломатической службы Российской Федерации (1999).

## Биография
С 1934 по 1938 годы находился вместе с родителями в США.
Окончил квакерскую частную школу Сидвелл-Френдс (англ. Sidwell Friends, Вашингтон, США). Учился год в квакерском Суортморском колледже в Пенсильвании. Далее учился на литературном факультете МИФЛИ.
С 1941 года призван на действительную военную службу и направлен в Военный институт иностранных языков.
С 1942 года — редактор-переводчик в Совинформбюро.
С октября 1944 года работал в созданном по договорённости между СССР, США и Великобританией совместном комитете по ведению психологической войны против Германии, находившемся в Лондоне.
С 1944 года на дипломатической службе — зачислен атташе Посольства СССР в Великобритании.
В 1946 году — переводчик на Парижской мирной конференции по разработке мирных договоров со странами-союзниками гитлеровской Германии.
С 1947 года — сотрудник секретариата министра иностранных дел СССР В. М. Молотова.
С 1951 года — работал в редколлегии журнала на английском языке «Новости».
С апреля 1953 года — помощник министра иностранных дел СССР.
В 1956 году окончил 1-й Московский государственный пединститут иностранных языков.
В апреле 1956 года, сопровождал в качестве переводчика Хрущёва, Булганина, Туполева и Курчатова в Англию.
В 1958—1967 годах — помощник (по внешнеполитическим вопросам) председателя Совета министров СССР Николая Александровича Булганина, Никиты Сергеевича Хрущёва и Алексея Николаевича Косыгина. Один из авторов книги «Лицом к лицу с Америкой» (1959), удостоен Ленинской премии.
В 1967 году вернулся на работу в МИД СССР.
С 3 апреля 1967 по 17 апреля 1976 года — чрезвычайный и полномочный посол СССР в Японии.
С ноября 1976 по март 1986 года — постоянный представитель СССР при ООН. Перед отъездом в Нью-Йорк его напутствовал А. А. Громыко, который настойчиво рекомендовал не увлекаться полемикой с представителями других стран: Советский Союз, говорил он, великая держава, его слово должно быть весомым, и не стоит размениваться на взаимные препирательства.
С 11 марта 1986 по 7 августа 1990 года — чрезвычайный и полномочный посол СССР в КНР.
Во многом благодаря его усилиям после десятилетий идеологического противостояния потеплели отношения двух стран.
С 1990 года в отставке.
В 1981—1986 годах являлся членом Центральной ревизионной комиссии КПСС, в 1986—1990 годах — кандидатом в члены ЦК КПСС.
С 1996 года — президент Ассоциации содействия ООН.

## Высказывания
- Трояновский постоянно подчёркивал, что «хорошие личные отношения необходимо поддерживать при любых условиях, ибо никогда не знаешь, как изменится ситуация или какой стороной обернётся та или иная проблема»[5]. Его сотрудники из посольства в Токио рассказывали, что другим его требованием к ним было правило: ни одно пусть даже кажущееся незначительным обращение иностранного собеседника не должно быть оставлено без внимания. Каждое из них должно быть рассмотрено, при необходимости с докладом в Москву, и по каждому из них должен быть дан ответ.
- Юрий Дроздов вспоминал, что после того как советский дипломат Аркадий Шевченко перебежал к американцам, Трояновский по этому поводу в личной беседе как-то сказал Дроздову: «Ведь может же советский человек выбрать себе новую родину»[7][8].
- В 1980 году в помещение Совета Безопасности ООН пробрались двое маоистов и облили Трояновского и его американского коллегу Уильяма ванден Хевеля[англ.] красной краской. Трояновский остался невозмутим и произнёс: «Лучше быть красным, чем мёртвым» (англ. Better red than dead). Эта фраза является перифразом названия статьи Бертрана Рассела о политике времён холодной войны и известного антикоммунистического лозунга «Лучше быть мёртвым, чем красным[англ.]» (англ. Better dead than red)[9].

## Награды
- два ордена Ленина (21 июня 1976; 25 февраля 1982)
- Орден Октябрьской Революции (23 ноября 1979)
- три ордена Трудового Красного Знамени (12 июля 1951; 31 декабря 1966; 11 октября 1989)
- орден «Знак Почёта» (21 ноября 1969)
- медаль «За трудовую доблесть» (30 октября 1954)
- другие медали
- лауреат Ленинской премии (1960)
- Заслуженный работник дипломатической службы Российской Федерации (1999)[10]
- Благодарность президента Российской Федерации (25 ноября 1999) — за многолетнюю и плодотворную дипломатическую деятельность[11]
- Почётный доктор Дипломатической академии МИД России (1999), церемония вручения диплома состоялась на торжественном заседании, посвящённом 65-летию академии[12]

## Семья
- Родители:
  - Отец — Александр Антонович Трояновский (1882—1955)
  - Мать — Нина Николаевна Трояновская (1892—1961)
- Жена — Татьяна Александровна Трояновская (род. 1928)
  - Дочь — Мария Олеговна Трояновская (1954—2014)
    - Внук — Олег Трояновский (Рязанцев)